# Carl van Dockum
Carl Edvard van Dockum (29. februar 1804 i København – 29. januar 1893 i Helsingør) var en dansk søofficer og marineminister.
Carl Edvard van Dockum var søn af viceadmiral Jost van Dockum og hustru. Han begyndte allerede i 1815 på Søkadetakademiet, som han afsluttede som sekondløjtnant med H.M. Kongens Æressabel i 1821. Efter et togt til Vestindien gik van Dockum, med rejsepas, i fransk tjeneste, hvor han udmærkede sig i flere slag, og endte med at blive dekoreret med Æreslegionen. I slutningen af 1829 vendte han tilbage
til Danmark, hvor han året i forvejen var avanceret til premierløjtnant.
Efter tjeneste som indrulleringsofficer, og på forskellige skibe blev han i 1840 adjudant hos Generalguvernøren for de Vestindiske besiddelser, samt havnekaptajn på St. Croix og militær sekretær ved Generalguvernementet. Det var under under Peter von Scholten, hvor van Dockum viste sig som en duelig og taktfuld forhandler, under en strid med øen Puerto Ricos regering, som han fik bilagt på en måde som tilfredsstillede begge parter.
Efter hjemkomsten i 1846 fik han posten som chef for Søkadetakademiet, og i 1847 blev han kaptajn; Under Treårskrigen førte van Dockum i 1848 Korvetten «Flora» på blokade i Østersøen, men blev hjemkaldt, for som kongevalgt medlem at deltage i Den grundlovgivende Rigsforsamling.
25. november 1850 udnævntes van Dockum kortvarigt til marineminister i Ministeriet Moltke IV (oktoberministeriet), en post han fik igen i 1866-1867 i Ministeriet Frijs.
Fra 1855 til 1857 var van Dockum Folketingsmand for Århus, hvorefter han var 1857 gesandt i England. I 1859 fik han igen tilbudt stillingen som marineminister, men afslog, og i 1860 gik han atter ind i marinen som kontreadmiral. Ved krigudbruddet i 1864 var han øverstkommanderende for flåden i den østlige del af Østersøen.
Kort Tid efter sin seneste ministertid udnævntes van Dockum til chef for Søofficerskorpset og
viceadmiral, hvilket han var indtil han gik på pension 1. juni 1874.
Han bosatte sig i Strandgade Helsingør, og udgav i 1888 en bog med titlen Gamle Minder fra Tjenesteaarene om Bord i franske Skibe 1823-29. Ernst Bojesens Forlag København nedskrevet i 1877 af C. van Dockum.
Dockum blev kammerjunker 1823, kammerherre 1851, Ridder af Dannebrog 1843, Dannebrogsmand 1848, Kommandør 1853 og Storkors 1860.
Han er begravet på Holmens Kirkegård. Hans efterladte papirer findes i Rigsarkivet.
Der findes et portrætmaleri af August Schiøtt 1850 (Frederiksborgmuseet). Miniature af hustruen Louise van Dockum f. Bauditz udført af F.C. Camradt juni 1833 i familieeje. Portrætteret på F.C. Lunds maleri Paa Søen 1853 om Bord på "Dannebrog" (litografi herefter). Træsnit efter tegning af Henrik Olrik 1864 samt 1871 og 1893.